# وزارت عشق
وزارت عشق (به انگلیسی: Ministry of Love) برابر مینی‌لاو در زبان نوین (به انگلیسی: Miniluv) یکی از چهار وزارتخانه اینگسوس، حکومت اوشنیا در کتاب ۱۹۸۴ نوشته جرج اورول است. ساختمان این وزارتخانه به شکل هرم و بدون هیچ پنجره‌ای است و نگهبانان گوریل چهره مجهز به مسلسل از آن حفاظت می‌کنند. وظیفه این وزارتخانه زندانی کردن و شکنجه دادن کسانی است که ناهمگونی سیاسی خود را با حزب نشان داده‌اند.